# Autoroute Guercif - Nador
L'autoroute Guercif - Nador est une autoroute marocaine en projet, longue de 104 km, reliant l'autoroute A2 au niveau de Guercif à Nador et au port Nador West Med. L'ouverture de la totalité de l'autoroute est prévue pour 2028. Le coût total de construction est de 7,4 milliards de MAD .

## Tracé
| Nom | Section                  | État (2023)                                                  | Longueur |
| --- | ------------------------ | ------------------------------------------------------------ | -------- |
| AG  | Guercif – Saka           | En projet (début des travaux pour 2025, ouverture pour 2028) | 36,5 km  |
| AG  | Saka - Driouch           | En projet (début des travaux pour 2025, ouverture pour 2028) | 40,5 km  |
| AG  | Driouch – Nador West Med | En construction (ouverture pour 2025)                        | 27 km    |

## Sorties
| Elément                   | Kilomètre  | Itinéraire                | Routes |
| ------------------------- | ---------- | ------------------------- | ------ |
| Échangeur entre AG et N16 | km 0       | Nador Port Nador West Med | N16    |
| Péage                     | km         | Gare de péage Nador       |        |
| Sortie                    | km 27      | Tiztoutine Driouch        | N2     |
| Sortie                    | ≈ km 75-80 | Saka                      | 512    |
| Échangeur entre AG et A2  | km 104     | Fès Rabat                 | A2     |
| Échangeur entre AG et A2  | km 104     | Oujda                     | A2     |